# Alexandre Comisetti
Alexandre Comisetti est un joueur de football suisse né le 21 juillet 1973 à Saint-Loup.

## Biographie
Alexandre Comisetti commence sa carrière dans le club vaudois du Lausanne-Sport, également son club formateur. Il est alors âgé de 17 ans et 4 mois. Il inscrit un but décisif à Lucerne, permettant à son équipe de s'imposer et se qualifier pour la Coupe d'Europe. Il fait ensuite plusieurs aller-retour entre Yverdon-Sport, club avec lequel il est promu en ligue A 1992-93, dont le jeune entraîneur est Bernard Challandes, et Lausanne-Sport. Il termine meilleur buteur du championnat de deuxième division avec 24 buts et joue régulièrement avec l'équipe de Suisse espoirs.
Il est ensuite repéré et part aux Grasshoppers-Zürich lors de la saison 1995-96. Le club est tout juste vainqueur du doublé Coupe-Championnat. À Zurich, il évolue sous les ordres de Christian Gross, puis de Rolf Fringer.
Il gagne deux titres de champion et participe deux fois au tour final de la Champion' League avec les sauterelles, dominateurs à cette période du championnat national. Il est l'auteur du fameux but à Tel Aviv qualifiant le club zürichois à la lucrative compétition européenne. Il s'agit de la première qualification d'un club suisse en Ligue des champions.
Il prend part également avec l'équipe nationale à l'Euro 1996 en Angleterre lors duquel il joue contre les Pays-Bas et l'Écosse à Villa Park à Birmingham. Il assiste en tant que remplaçant au match nul de la Suisse contre l'Angleterre, à Wembley, en ouverture de la compétition (but de Kubilay Türkyılmaz).
Il quitte la Suisse et son championnat en juin 1999 pour connaître le championnat de France et son légendaire entraîneur, Guy Roux. Ses coéquipiers s'appellent notamment Bernard Diomède, Stéphane Guivarc'h (champions du monde en 1998), Fabien Cool et Steve Marlet. Il voit la génération dorée de l'AJA débuter, avec entre autres Djibril Cissé, Olivier Kapo, Teemu Tainio, Jean-Alain Boumsong et Philippe Mexès. 
Il revient ensuite en Suisse, au Servette FC, lors de la saison 2001-02, sous la houlette de Lucien Favre. Cette année-là, le club dispute les huitièmes de finale de la coupe de l'UEFA contre le FC Valence après avoir éliminé le Hertha Berlin et le Slavia Prague. Malgré deux qualifications de suite pour la coupe d'Europe, le club genevois part en faillite deux ans après poussant les joueurs vers la sortie. 
Alexandre Comisetti s'en va alors au Mans Union Club en France tout juste relégué en 2e division. Il connaît les joies de la promotion immédiate en Ligue 1 pour ce qui sera sa dernière étape de footballeur professionnel en 2004-05.
De retour dans son club d'origine à Lausanne, en compagnie de Stéphane Chapuisat, il est tout près de réaliser la passe de trois au niveau des promotions, après Yverdon-Sport et le Mans, mais le ticket gagnant est celui du FC Sion et de son président Christian Constantin.
Victime en avril 2006 d'une rupture des ligaments croisés du genou, Alexandre Comisetti revient sur les terrains après de longs mois pour faire quelques matchs sans grand succès, avant de mettre un terme à son épopée de joueur à l'issue de la saison 2007-08. Il se consacre alors à la formation du club lausannois, d'abord en préformation U14 - U15. Il s'occupe ensuite des U21 de l'Association Team Vaud Foot espoir, en lien avec les différents clubs principaux du canton.
Après sa carrière de footballeur, Comisetti entame une reconversion et travaille dans une banque de la place lausannoise. Il apparaît régulièrement à la RTS, télévision suisse romande, lors des matchs de l'équipe nationale suisse. Il participe ainsi à l'Euro 2008 en Suisse et en Autriche et à la Coupe du monde en Afrique-du Sud. Il anime régulièrement en outre les soirée de Coupe d'Europe ou Ligue des Champions.
Son frère Raphaël est également un ancien joueur professionnel de football. Il a notamment évolué au Lausanne-Sport.

## Clubs successifs
- 1990-1992 :  Lausanne-Sports
- 1992-1993 :  Yverdon-Sport
- 1993-1994 :  Lausanne-Sports
- 1994-1995 :  Yverdon-Sport
- 1995-1999 :  Grasshopper Club Zurich
- 1999-2001 :  AJ Auxerre
- 2001-2004 :  Servette FC
- 2004-2005 :  Le Mans UC
- 2005-2007 :  Lausanne-Sport
- 2007-2008 :  FC Échallens

## Équipe nationale
- 30 sélections, 3 buts
- Première sélection : Luxembourg-Suisse 1-1, le 13 mars 1996 à Luxembourg
- Dernière sélection : Russie-Suisse 4-0, le 16 octobre 2001 à Moscou

## Palmarès
- Champion de Suisse en 1996 et 1998 avec le Grasshopper-Club Zurich
- Finaliste de la Coupe de Suisse en 1999 avec le Grasshopper-Club Zurich